# Enyo latipennis
Enyo latipennis är en fjärilsart som beskrevs av Rothschild och Jordan 1903. Enyo latipennis ingår i släktet Enyo och familjen svärmare. Inga underarter finns listade i Catalogue of Life.

## Bildgalleri